# 合成可能なダイアクリティカルマーク
合成可能なダイアクリティカルマーク（ごうせいかのうなダイアクリティカルマーク、英語: Combining Diacritical Marks）とは、Unicodeのブロックの一つである。なお、JIS X 0221:2014 附属書A A.2「ブロックの一覧」の「日本語による通用名称（参考）」においてはダイアクリティカルマーク（合成可能）という名称になっている。
このブロックには、ダイアクリティカルマークのための結合文字が収録されている。このブロックに収録されている文字を使用して、ダイアクリティカルマーク付きのアルファベット等の字体を生成することができる。また、このブロックには図形素結合子が収録されている。この文字は「結合子」という名前に関わらず、照合・検索などの処理において二重音字として扱わずに単一の書記素に区切って扱うことを指示するものである。

## 文字コード表
| 合成可能なダイアクリティカルマーク(Combining Diacritical Marks)[1] Official Unicode Consortium code chart (PDF) |   |   |   |   |   |   |   |   |   |   |   |   |   |   |   |     |
| | 0 | 1 | 2 | 3 | 4 | 5 | 6 | 7 | 8 | 9 | A | B | C | D | E | F   |
| U+030x | ̀  | ́  | ̂  | ̃  | ̄  | ̅  | ̆  | ̇  | ̈  | ̉  | ̊  | ̋  | ̌  | ̍  | ̎  | ̏    |
| U+031x | ̐  | ̑  | ̒  | ̓  | ̔  | ̕  | ̖  | ̗  | ̘  | ̙  | ̚  | ̛  | ̜  | ̝  | ̞  | ̟    |
| U+032x | ̠  | ̡  | ̢  | ̣  | ̤  | ̥  | ̦  | ̧  | ̨  | ̩  | ̪  | ̫  | ̬  | ̭  | ̮  | ̯    |
| U+033x | ̰  | ̱  | ̲  | ̳  | ̴  | ̵  | ̶  | ̷  | ̸  | ̹  | ̺  | ̻  | ̼  | ̽  | ̾  | ̿    |
| U+034x | ̀  | ́  | ͂  | ̓  | ̈́  | ͅ  | ͆  | ͇  | ͈  | ͉  | ͊  | ͋  | ͌  | ͍  | ͎  | CGJ |
| U+035x | ͐  | ͑  | ͒  | ͓  | ͔  | ͕  | ͖  | ͗  | ͘  | ͙  | ͚  | ͛  | ͜  | ͝  | ͞  | ͟    |
| U+036x | ͠  | ͡  | ͢  | ͣ  | ͤ  | ͥ  | ͦ  | ͧ  | ͨ  | ͩ  | ͪ  | ͫ  | ͬ  | ͭ  | ͮ  | ͯ    |
| Notes 1.^Unicode バージョン 11.0 現在                                                                           |   |   |   |   |   |   |   |   |   |   |   |   |   |   |   |     |

## 収録文字
| コード                                                               | 字体 | 十進数 | 文字名                                           | 説明 |
| -------------------------------------------------------------------- | ---- | ------ | ------------------------------------------------ | --- |
| 通常の発音区別符号(Ordinary diacritics)                              |      |        |                                                  | |
| U+0300                                                               | ̀     | 768    | Combining Grave Accent                           | グレイヴ・アクセント（鈍アクセント） フランス語、イタリア語などで用いられる。 IPAでは低い声調(˨に同じ)を表す。 中国語の拼音では第4声（下降調）を表す。 |
| U+0301                                                               | ́     | 769    | Combining Acute Accent                           | アキュート・アクセント（鋭アクセント） フランス語、スペイン語などで用いられる。 IPAでは高い声調（˦に同じ）を表す。 中国語の拼音では第2声（上昇調）を表す。 ウラル音声記号(UPA)では口蓋化を表す。 |
| U+0302                                                               | ̂     | 770    | Combining Circumflex Accent                      | サーカムフレックス（曲アクセント） フランス語、ポルトガル語などで用いられる。 IPAでは下降調(˦˨に同じ)を表す。 |
| U+0303                                                               | ̃     | 771    | Combining Tilde                                  | チルダ スペイン語、ポルトガル語などで用いられる。 IPAの補助記号では鼻音化を表す。 ベトナム語では声調記号として用いられる。 数学の線形代数学では拡大係数行列を生成するチルダ演算子を表す。 |
| U+0304                                                               | ̄     | 772    | Combining Macron                                 | マクロン ラトビア語、ラテン語、ハワイ語などで長母音を表すために用いられる。 中国語の拼音では第1声（高平調）を表す。 U+0305 ̅ COMBINING OVERLINEとは異なり、この記号が付いた文字が連続しても線同士は繋がらない。 |
| U+0305                                                               | ̅     | 773    | Combining Overline                               | オーバーライン 数学では循環小数を表す。また、集合論においては補集合を表す。また、複素関数論では複素共役を表す。limの上に付けられて上極限を表す。 中世コーンウォール語や中英語では略語の表記に用いられる。例えばde̅はコーンウォール語で"den(人)"を表し、dragu̅は中英語で"dragun"（現代英語の"dragon"に相当）を表す。 日本語の音韻論において、高低アクセントの下降ステップが現れない箇所や平板アクセントを表す。 台湾語仮名では台湾語の表記で日本語にない頭子音[t͡s]を持つ音節を表すために用いられる。例えばサ̅は[t͡sa]を表す。 ローマ数字の古い記法ではローマ数字の上に付いて数を1000倍し、100万など大きな数を表す。 コプト文字では数値として文字を扱う場合（コプト数字）に用いられる。また、略語を表す際にも用いられる。 U+0304 ̄ COMBINING MACRONとは異なり、この記号が付いた文字が連続すると線同士が繋がって一つの長い上線となる。 |
| U+0306                                                               | ̆     | 774    | Combining Breve                                  | ブレーヴェ ルーマニア語、ベトナム語で用いられる。 元々は短い発音であることを表しており、IPAでも短い発音を表す。 |
| U+0307                                                               | ̇     | 775    | Combining Dot Above                              | 上付きドット符号 ポーランド語、リトアニア語、マルタ語などで用いられる。 ニュートン力学においては微分を表す。 IPAではかつて口蓋化を表していたが、1976年にʲに置換されて廃止となった。 日本語では強調のための圏点として用いられる。 ロヴァーシュ文字のうちハザールで用いられたハザール・ロヴァーシュ文字では単語の終わりを示す。 |
| U+0308                                                               | ̈     | 776    | Combining Diaeresis                              | ウムラウト或いはトレマ ドイツ語、スウェーデン語、トルコ語などではウムラウトとして、フランス語、スペイン語などではトレマとして用いられる。 IPAの補助記号では中舌寄りを表す。 ニュートン力学では2階微分を表す。 UPAでは母音の前舌母音化を表す。 |
| U+0309                                                               | ̉     | 777    | Combining Hook Above                             | 上付きフック符号。 ベトナム語で声調記号として用いられる。 母音上のサーカムフレックス記号(^)の左または右にカーニングする。 |
| U+030A                                                               | ̊     | 778    | Combining Ring Above                             | 上付きリング符号 スウェーデン語、デンマーク語、チェコ語などで用いられる。 客家語を表記するための白話字では陰入の声調記号として用いられる。 IPAでは無声化を表す下付きのリング符号（U+0325 ̥ COMBINING RING BELOW）を付けたい文字がディセンダーのある文字(ɡなど)の場合、視認性の向上のため代用表記として用いられる。 |
| U+030B                                                               | ̋     | 779    | Combining Double Acute Accent                    | ダブルアキュート ハンガリー語、チュヴァシ語で用いられる。 IPAでは非常に高い声調（˥に同じ）を表す。 |
| U+030C                                                               | ̌     | 780    | Combining Caron                                  | ハーチェク或いはキャロン チェコ語、スロバキア語、スロベニア語、クロアチア語、リトアニア語、ラトビア語、エストニア語などのスラヴ語派及びバルト語派などの多くの言語で口蓋化した子音を表すために用いられる。 中国語の拼音では第3声（低平調または低昇調）を表す。 IPAでは上昇調（˨˦に同じ）を表す。 |
| U+030D                                                               | ̍     | 781    | Combining Vertical Line Above                    | マーシャル語で用いられる。 IPAでは音節主音化を表すU+0329 ̩ COMBINING VERTICAL LINE BELOWを付けたい文字がディセンダーのある文字(ɡなど)の場合、視認性の向上のため代用表記として用いられる。 ギリシャ文字用のtonos記号（U+0384 ΄ GREEK TONOS）ではない。 閩南語を表記するための白話字で陽入（第八声）の声調記号として用いられる。 |
| U+030E                                                               | ̎     | 782    | Combining Double Vertical Line Above             | マーシャル語で用いられる。 |
| U+030F                                                               | ̏     | 783    | Combining Double Grave Accent                    | ダブルグレイヴ セルビア・クロアチア語の文法書などで声調を表記するために用いられる。 IPAでは非常に低い声調（˩に同じ）を表す。 |
| U+0310                                                               | ̐     | 784    | Combining Candrabindu                            | チャンドラビンドゥ インド系文字のラテン文字翻字の一つであるISO 15919においてm̐の形で鼻母音を表すために用いられる。 |
| U+0311                                                               | ̑     | 785    | Combining Inverted Breve                         | 倒置ブレーヴェ セルビア・クロアチア語の文法書などで声調を表記するために用いられる。 |
| U+0312                                                               | ̒     | 786    | Combining Turned Comma Above                     | ラトビア語でģの形で用いられる (ただし分解された状態では使用されない) 通常ラトビア語用キーボードで入力する場合、セディーユ(U+0327 ̧ COMBINING CEDILLA)が用いられる。 |
| U+0313                                                               | ̓     | 787    | Combining Comma Above                            | アメリカの音声記号で放出音または喉頭化(IPA:[ˀ])を表すのに用いられる。 古典ギリシャ語では語頭に[h]が無いことを表す無気記号として用いられる。 |
| U+0314                                                               | ̔     | 788    | Combining Reversed Comma Above                   | 古典ギリシャ語で語頭に[h]があることを表す気息記号として用いられる。 |
| U+0315                                                               | ̕     | 789    | Combining Comma Above Right                      | |
| U+0316                                                               | ̖     | 790    | Combining Grave Accent Below                     | |
| U+0317                                                               | ̗     | 791    | Combining Acute Accent Below                     | |
| U+0318                                                               | ̘     | 792    | Combining Left Tack Below                        | IPAの補助記号では舌根の前寄りを表す。 |
| U+0319                                                               | ̙     | 793    | Combining Right Tack Below                       | IPAの補助記号では舌根の奥寄りを表す。 |
| U+031A                                                               | ̚     | 794    | Combining Left Angle Above                       | IPAの補助記号では内破音を表す。 |
| U+031B                                                               | ̛     | 795    | Combining Horn                                   | ホーン記号 ベトナム語で用いられる。 |
| U+031C                                                               | ̜     | 796    | Combining Left Half Ring Below                   | IPAの補助記号では弱めの円唇を表す。 |
| U+031D                                                               | ̝     | 797    | Combining Up Tack Below                          | IPAの補助記号ではより狭い母音を表す。 |
| U+031E                                                               | ̞     | 798    | Combining Down Tack Below                        | IPAの補助記号ではより広い母音を表す。 |
| U+031F                                                               | ̟     | 799    | Combining Plus Sign Below                        | IPAの補助記号では前寄りの調音を表す。 |
| U+0320                                                               | ̠     | 800    | Combining Minus Sign Below                       | IPAの補助記号では後ろ寄りの調音を表す。 グリフには横線の両端に小さなセリフがある場合がある。 |
| U+0321                                                               | ̡     | 801    | Combining Palatalized Hook Below                 | IPAなどの音声記号において、硬口蓋音化した子音を表す。 |
| U+0322                                                               | ̢     | 802    | Combining Retroflex Hook Below                   | IPAなどの音声記号において、反り舌音化した子音を表す。 |
| U+0323                                                               | ̣     | 803    | Combining Dot Below                              | 下付きドット符号 ベトナム語で声調記号（ナン）として用いられる。 IPAでは強めの円唇を表す。 UPA（ウラル音声記号）では母音の口蓋音化を表す。 アラビア文字のラテン文字翻字であるISO 233では咽頭化(IPA:[ˤ])を表す。 ブラーフミー系文字のラテン文字への翻字であるISO 15919では反り舌音を表す。 イボ語、ヨルバ語では母音をより広く(半広母音などで)発音することを表す。 アメリカの音声記号及び印欧語族用音声記号では後ろ寄りの調音または反り舌音を表す。 台湾語仮名では有気音を表す。 |
| U+0324                                                               | ̤     | 804    | Combining Diaeresis Below                        | IPAの補助記号では息もれ声の母音を表す。 客家語を表記するための白話字や閩北語などを表記する建寧ローマ字、閩東語などを表記する平話字では母音の変音記号として用いられる。 |
| U+0325                                                               | ̥     | 805    | Combining Ring Below                             | マドゥラ語で用いられる。 IPAの補助記号では無声化音を表す。 ブラーフミー系文字のラテン文字への翻字であるISO 15919ではr̥やl̥の形で音節主音化した流音を表す。 |
| U+0326                                                               | ̦     | 806    | Combining Comma Below                            | コンマビロウ ルーマニア語で用いられる。 また、ラトビア語、リヴォニア語でセディーユ記号の変種として用いられる。例えばラトビア語ではnにセディーユが付くとņの形状となる。 |
| U+0327                                                               | ̧     | 807    | Combining Cedilla                                | セディーユ フランス語、トルコ語、アゼルバイジャン語、ポルトガル語、ラトビア語などで用いられる。 |
| U+0328                                                               | ̨     | 808    | Combining Ogonek                                 | オゴネク ポーランド語、リトアニア語、古ノルド語などで用いられる。 アメリカの音声記号では鼻音化を表す。 |
| U+0329                                                               | ̩     | 809    | Combining Vertical Line Below                    | ヨルバ語で用いられる。U+0323 ̣ COMBINING DOT BELOWが代わりに用いられることもある。 IPAの補助記号では音節主音を表す。 ドイツ語の方言学でも用いられる。 縦線の上部が上の文字にくっ付く場合とくっ付かない場合があり、形状は地域の好みによって異なる場合がある。 |
| U+032A                                                               | ̪     | 810    | Combining Bridge Below                           | IPAの補助記号では歯音を表す。 |
| U+032B                                                               | ̫     | 811    | Combining Inverted Double Arch Below             | IPAではかつて唇音化を表していたが、1989年にʷに置換されて廃止された。 |
| U+032C                                                               | ̬     | 812    | Combining Caron Below                            | IPAの補助記号では有声化音を表す。 UPA（ウラル音声記号）では母音の広母音化を表す。 |
| U+032D                                                               | ̭     | 813    | Combining Circumflex Accent Below                | UPA（ウラル音声記号）では母音の狭母音化を表す。 アメリカの音声記号では前寄りの調音を表す。 ヴェンダ語でも用いられる。 |
| U+032E                                                               | ̮     | 814    | Combining Breve Below                            | ヒッタイト語の翻字に用いられる。ḫの形で未知の喉音の無声摩擦音を表す。 UPA（ウラル音声記号）では母音の後舌母音化を表す。 |
| U+032F                                                               | ̯     | 815    | Combining Inverted Breve Below                   | IPAの補助記号では音節副音を表す。 アメリカの音声記号では歯音、或いは前寄りの調音（U+032D ̭ COMBINING CARON BELOWの異体字）を表す。 印欧語族用音声記号では半母音を表す。 |
| U+0330                                                               | ̰     | 816    | Combining Tilde Below                            | IPAの補助記号ではきしみ声を表す。 |
| U+0331                                                               | ̱     | 817    | Combining Macron Below                           | マーシャル語、サーニッチ語、インド系文字のラテン文字翻字であるISO 15919、アラビア文字のラテン文字翻字であるISO 233、アメリカの音声記号（Pike, 1947）などにおいて用いられる。 U+0332 ̲ COMBINING LOW LINEとは異なり、この記号が付いた文字が連続しても線は繋がらない。 |
| U+0332                                                               | ̲     | 818    | Combining Low Line                               | 下線。数学ではnk̲の形で階乗冪（factorial power）を表す。limの下に付けられて下極限を表す。 U+0331 ̱ COMBINING MACRON BELOWとは異なり、この記号が付いた文字が連続すると線が繋がる。 |
| U+0333                                                               | ̳     | 819    | Combining Double Low Line                        | この記号が付いた文字が連続すると線が繋がる。 |
| 重ね書きする発音区別符号(Overstruck diacritics)                      |      |        |                                                  | |
| U+0334                                                               | ̴     | 820    | Combining Tilde Overlay                          | IPAの補助記号では軟口蓋化(ˠに同じ)あるいは咽頭化(ˤに同じ)を表す。 |
| U+0335                                                               | ̵     | 821    | Combining Short Stroke Overlay                   | IPAでは中舌母音を表すɨ ʉ ɵに用いられる。 アメリカの音声記号（Pike, 1947）ではᵽ, ƚの形で用いられる。 U+0336 ̶ COMBINING LONG STROKE OVERLAYとは異なり、この記号が付いた文字が連続しても線は繋がらない。 |
| U+0336                                                               | ̶     | 822    | Combining Long Stroke Overlay                    | 打消し線 U+0335 ̵ COMBINING SHORT STROKE OVERLAYとは異なり、この記号が付いた文字が連続すると線が繋がる。 |
| U+0337                                                               | ̷     | 823    | Combining Short Solidus Overlay                  | アメリカの音声記号ではƛの形で用いられる。 |
| U+0338                                                               | ̸     | 824    | Combining Long Solidus Overlay                   | アメリカの音声記号ではȼの形で用いられる。 日本においては数学記号の否定に用いられる。但し、国際標準ではこの記号ではなくU+20D2 ⃒ COMBINING LONG VERTICAL LINE OVERLAYが用いられる。 |
| その他の追加(Miscellaneous additions)                                |      |        |                                                  | |
| U+0339                                                               | ̹     | 825    | Combining Right Half Ring Below                  | IPAの補助記号では強めの円唇を表す。 |
| U+033A                                                               | ̺     | 826    | Combining Inverted Bridge Below                  | IPAの補助記号では舌尖での調音を表す。 |
| U+033B                                                               | ̻     | 827    | Combining Square Below                           | IPAの補助記号では舌端での調音を表す。 IPAで使用する場合、推奨されるグリフ形状は横に長い長方形である。 |
| U+033C                                                               | ̼     | 828    | Combining Seagull Below                          | IPAの補助記号では舌唇音を表す。 |
| U+033D                                                               | ̽     | 829    | Combining X Above                                | IPAの補助記号では中央寄りを表す。 |
| U+033E                                                               | ̾     | 830    | Combining Vertical Tilde                         | キリル文字のyerikに使用され、省略されたъまたはьを示す。 これは口蓋化記号ではない。 |
| U+033F                                                               | ̿     | 831    | Combining Double Overline                        | 閩北語などを表記するための建寧ローマ字では陰去を表す声調記号として用いられる。 コプト文字では文字を数値として読む場合（コプト数字）に用いられ、数値を1000倍することを表す。 この記号が付いた文字が連続すると線が繋がる。 |
| ベトナム語用声調記号(Vietnamese tone marks)                          |      |        |                                                  | |
| U+0340                                                               | ̀     | 832    | Combining Grave Tone Mark                        | 元々ベトナム語において声調記号として用いられる鈍アクセントと鋭アクセントが、サーカムフレックスの付いた母音(â, ê, ô)に結合する場合にサーカムフレックスの右上や左上に付けられることから通常の鈍アクセント及び鋭アクセントとは符号が分けられていたが、現在はフォントのGPOS機能などで対応が可能となったため、これらを符号の上で区別しないこととしており、これらの記号の使用は非推奨となっている。 |
| U+0341                                                               | ́     | 833    | Combining Acute Tone Mark                        | 元々ベトナム語において声調記号として用いられる鈍アクセントと鋭アクセントが、サーカムフレックスの付いた母音(â, ê, ô)に結合する場合にサーカムフレックスの右上や左上に付けられることから通常の鈍アクセント及び鋭アクセントとは符号が分けられていたが、現在はフォントのGPOS機能などで対応が可能となったため、これらを符号の上で区別しないこととしており、これらの記号の使用は非推奨となっている。 |
| ギリシャ語用の追加(Additions for Greek)                              |      |        |                                                  | |
| U+0342                                                               | ͂     | 834    | Combining Greek Perispomeni                      | 古典ギリシア語で山なりの発音を表す曲アクセント記号として用いられる。 書体によってはチルダ符号(U+0303 ̃ COMBINING TILDE)と同じ見た目であったり、倒置ブレーヴェ符号(U+0311 ̑ COMBINING INVERTED BREVE)と同じ見た目であったりする。 |
| U+0343                                                               | ̓     | 835    | Combining Greek Koronis                          | 古典ギリシア語で語頭の母音が[h]を伴わない無気音として発音されることを表す無気記号。 |
| U+0344                                                               | ̈́     | 836    | Combining Greek Dialytika Tonos                  | ギリシャ語で用いられる、トレマと鋭アクセント記号の併記。 現在この文字の使用は非推奨である。代わりにトレマと鋭アクセント記号を別々に入力することが推奨されている。 |
| U+0345                                                               | ͅ     | 837    | Combining Greek Ypogegrammeni                    | 古典ギリシア語で歴史的過程で元々二重母音だった ΑΙ /aːi/（アーイ）、ΗΙ /ɛːi/（エーイ）、ΩΙ /ɔːi/（オーイ）の省略・脱落されたΙを表現する記号（下書きのイオータ）。 特殊なケーシングの問題に注意すること。 |
| IPA用の追加(Additions for IPA)                                       |      |        |                                                  | |
| U+0346                                                               | ͆     | 838    | Combining Bridge Above                           | 拡張IPAでは歯唇音（通常の唇歯音とは逆に下の歯を上唇に当てて調音される音）やクラス３調音（両歯で舌を噛みながら調音される音）を表す。 |
| U+0347                                                               | ͇     | 839    | Combining Equals Sign Below                      | 拡張IPAでは[s]や[t]などに付加して歯茎音であることを明示する、或いは歯槽骨化した音であることを表す。 |
| U+0348                                                               | ͈     | 840    | Combining Double Vertical Line Below             | 拡張IPAでは強い調音を表す。 |
| U+0349                                                               | ͉     | 841    | Combining Left Angle Below                       | 拡張IPAでは弱い調音を表す。 |
| U+034A                                                               | ͊     | 842    | Combining Not Tilde Above                        | 拡張IPAでは脱鼻音化（鼻がつまった時などに[m]が[b]のように調音される場合など）を表す。 |
| 音声障害用のIPA発音区別符号(IPA diacritics for disordered speech)    |      |        |                                                  | |
| U+034B                                                               | ͋     | 843    | Combining Homothetic Above                       | 拡張IPAでは前鼻音摩擦音或いは前鼻音摩擦音を伴う解放を表す。 |
| U+034C                                                               | ͌     | 844    | Combining Almost Equal To Above                  | 拡張IPAでは口蓋帆咽頭摩擦音を伴う摩擦音を表す。 |
| U+034D                                                               | ͍     | 845    | Combining Left Right Arrow Below                 | 拡張IPAでは平唇化を表す。 |
| U+034E                                                               | ͎     | 846    | Combining Upwards Arrow Below                    | 拡張IPAではホイッスル音化を表す。 |
| 図形素結合子(Grapheme joiner)                                        |      |        |                                                  | |
| U+034F                                                               | ͏     | 847    | Combining Grapheme Joiner                        | 図形素結合子 一般的にCGJと略される。 目に見えるグリフを持たない制御文字である。 辞書順でのソートなどにおいて通常１つの文字扱いされる二つの文字を別々の文字のまま扱いたい場合に二つの文字の間に挿入する。 Unicode公式の文字名は誤解を招くもので、実際には書記素を結合するものではない。 |
| ウラル音声記号用の追加(Additions for the Uralic Phonetic Alphabet)   |      |        |                                                  | |
| U+0350                                                               | ͐     | 848    | Combining Right Arrowhead Above                  | |
| U+0351                                                               | ͑     | 849    | Combining Left Half Ring Above                   | |
| U+0352                                                               | ͒     | 850    | Combining Fermata                                | UPA（ウラル音声記号）において呼びかけや叫びなどの非常に長い長母音であることを表す。 |
| U+0353                                                               | ͓     | 851    | Combining X Below                                | |
| U+0354                                                               | ͔     | 852    | Combining Left Arrowhead Below                   | UPAでは母音や子音の調音点の後退を表す。 |
| U+0355                                                               | ͕     | 853    | Combining Right Arrowhead Below                  | UPAでは母音や子音の調音点の前進を表す。 |
| U+0356                                                               | ͖     | 854    | Combining Right Arrowhead And Up Arrowhead Below | UPAにおいて母音が前舌寄りになり、かつ狭母音化していることを表す。 |
| U+0357                                                               | ͗     | 855    | Combining Right Half Ring Above                  | |
| その他の追加(Miscellaneous additions)                                |      |        |                                                  | |
| U+0358                                                               | ͘     | 856    | Combining Dot Above Right                        | 閩南語を表記する白話字ではo͘ の形で[ɔ]を表す。 |
| U+0359                                                               | ͙     | 857    | Combining Asterisk Below                         | |
| U+035A                                                               | ͚     | 858    | Combining Double Ring Below                      | カローシュティー文字の翻字で用いられる。 |
| U+035B                                                               | ͛     | 859    | Combining Zigzag Above                           | ラテン語の略語の表記、リトアニア語の音声学、中世学における翻字で用いられる。 中英語や中世コーンウォール語でも略語の表記に用いられる。例えばder͛は中英語の"dere"(現代英語の"dear"に相当)を表し、man͛eは中英語の"manere"(現代英語の"manner"に相当)を表す。 |
| 2文字幅の発音区別符号(Double diacritics)                             |      |        |                                                  | |
| U+035C                                                               | ͜     | 860    | Combining Double Breve Below                     | ギリシャ語のパピルス学ではハイフンとして用いられる。 文字の水平方向の中点を結ぶ下線のように書かれる異体字も一般的である。 |
| U+035D                                                               | ͝     | 861    | Combining Double Breve                           | アメリカ・ヘリテージ辞典ではo͝oの形で[ʊ]を表す。 |
| U+035E                                                               | ͞     | 862    | Combining Double Macron                          | 初等数学の幾何学においては線分を表す。 また、二重母音の長母音を表す場合に用いられることがある。 |
| U+035F                                                               | ͟     | 863    | Combining Double Macron Below                    | ブラーフミー系文字のラテン文字翻字の一つであるISO 15919においてk͟hの形で用いられる。 |
| U+0360                                                               | ͠     | 864    | Combining Double Tilde                           | ブラーフミー系文字の翻字などで二重母音(ai, au)の鼻母音を表す発音記号として用いられる。 |
| U+0361                                                               | ͡     | 865    | Combining Double Inverted Breve                  | IPAでは破擦音や異なる調音点の二重調音を表す。 UPAでは二重母音を表す。 初等数学の幾何学においては弧を表す。 |
| U+0362                                                               | ͢     | 866    | Combining Double Rightwards Arrow Below          | 拡張IPAでは調音点が連続的に変化することによる調音の連続的変化を表す。（例：[s͢θ]など。） |
| 中世の上付き文字発音区別符号(Medieval superscript letter diacritics) |      |        |                                                  | |
| U+0363                                                               | ͣ     | 867    | Combining Latin Small Letter A                   | これらは、他の文字のすぐ上に書かれた文字の発音区別符号である。主に中世のゲルマン諸語の写本に見られるが、19世紀後半まで一部の言語で使用されていた。 中英語で書かれたオルムルム（聖書の注釈書）においては短母音を表す際に用いられた。子音の前にある短母音を表す際に、母音字の後の子音字の上に更に同じ子音字を重ねて書かれていた。 中英語では定冠詞の"the"をソーン(Þ)を用いてþͤと書いていた。 ドイツ語などにみられるウムラウトも元々上付きのeでaͤ, oͤ, uͤのように書かれていた。 |
| U+0364                                                               | ͤ     | 868    | Combining Latin Small Letter E                   | これらは、他の文字のすぐ上に書かれた文字の発音区別符号である。主に中世のゲルマン諸語の写本に見られるが、19世紀後半まで一部の言語で使用されていた。 中英語で書かれたオルムルム（聖書の注釈書）においては短母音を表す際に用いられた。子音の前にある短母音を表す際に、母音字の後の子音字の上に更に同じ子音字を重ねて書かれていた。 中英語では定冠詞の"the"をソーン(Þ)を用いてþͤと書いていた。 ドイツ語などにみられるウムラウトも元々上付きのeでaͤ, oͤ, uͤのように書かれていた。 |
| U+0365                                                               | ͥ     | 869    | Combining Latin Small Letter I                   | これらは、他の文字のすぐ上に書かれた文字の発音区別符号である。主に中世のゲルマン諸語の写本に見られるが、19世紀後半まで一部の言語で使用されていた。 中英語で書かれたオルムルム（聖書の注釈書）においては短母音を表す際に用いられた。子音の前にある短母音を表す際に、母音字の後の子音字の上に更に同じ子音字を重ねて書かれていた。 中英語では定冠詞の"the"をソーン(Þ)を用いてþͤと書いていた。 ドイツ語などにみられるウムラウトも元々上付きのeでaͤ, oͤ, uͤのように書かれていた。 |
| U+0366                                                               | ͦ     | 870    | Combining Latin Small Letter O                   | これらは、他の文字のすぐ上に書かれた文字の発音区別符号である。主に中世のゲルマン諸語の写本に見られるが、19世紀後半まで一部の言語で使用されていた。 中英語で書かれたオルムルム（聖書の注釈書）においては短母音を表す際に用いられた。子音の前にある短母音を表す際に、母音字の後の子音字の上に更に同じ子音字を重ねて書かれていた。 中英語では定冠詞の"the"をソーン(Þ)を用いてþͤと書いていた。 ドイツ語などにみられるウムラウトも元々上付きのeでaͤ, oͤ, uͤのように書かれていた。 |
| U+0367                                                               | ͧ     | 871    | Combining Latin Small Letter U                   | これらは、他の文字のすぐ上に書かれた文字の発音区別符号である。主に中世のゲルマン諸語の写本に見られるが、19世紀後半まで一部の言語で使用されていた。 中英語で書かれたオルムルム（聖書の注釈書）においては短母音を表す際に用いられた。子音の前にある短母音を表す際に、母音字の後の子音字の上に更に同じ子音字を重ねて書かれていた。 中英語では定冠詞の"the"をソーン(Þ)を用いてþͤと書いていた。 ドイツ語などにみられるウムラウトも元々上付きのeでaͤ, oͤ, uͤのように書かれていた。 |
| U+0368                                                               | ͨ     | 872    | Combining Latin Small Letter C                   | これらは、他の文字のすぐ上に書かれた文字の発音区別符号である。主に中世のゲルマン諸語の写本に見られるが、19世紀後半まで一部の言語で使用されていた。 中英語で書かれたオルムルム（聖書の注釈書）においては短母音を表す際に用いられた。子音の前にある短母音を表す際に、母音字の後の子音字の上に更に同じ子音字を重ねて書かれていた。 中英語では定冠詞の"the"をソーン(Þ)を用いてþͤと書いていた。 ドイツ語などにみられるウムラウトも元々上付きのeでaͤ, oͤ, uͤのように書かれていた。 |
| U+0369                                                               | ͩ     | 873    | Combining Latin Small Letter D                   | これらは、他の文字のすぐ上に書かれた文字の発音区別符号である。主に中世のゲルマン諸語の写本に見られるが、19世紀後半まで一部の言語で使用されていた。 中英語で書かれたオルムルム（聖書の注釈書）においては短母音を表す際に用いられた。子音の前にある短母音を表す際に、母音字の後の子音字の上に更に同じ子音字を重ねて書かれていた。 中英語では定冠詞の"the"をソーン(Þ)を用いてþͤと書いていた。 ドイツ語などにみられるウムラウトも元々上付きのeでaͤ, oͤ, uͤのように書かれていた。 |
| U+036A                                                               | ͪ     | 874    | Combining Latin Small Letter H                   | これらは、他の文字のすぐ上に書かれた文字の発音区別符号である。主に中世のゲルマン諸語の写本に見られるが、19世紀後半まで一部の言語で使用されていた。 中英語で書かれたオルムルム（聖書の注釈書）においては短母音を表す際に用いられた。子音の前にある短母音を表す際に、母音字の後の子音字の上に更に同じ子音字を重ねて書かれていた。 中英語では定冠詞の"the"をソーン(Þ)を用いてþͤと書いていた。 ドイツ語などにみられるウムラウトも元々上付きのeでaͤ, oͤ, uͤのように書かれていた。 |
| U+036B                                                               | ͫ     | 875    | Combining Latin Small Letter M                   | これらは、他の文字のすぐ上に書かれた文字の発音区別符号である。主に中世のゲルマン諸語の写本に見られるが、19世紀後半まで一部の言語で使用されていた。 中英語で書かれたオルムルム（聖書の注釈書）においては短母音を表す際に用いられた。子音の前にある短母音を表す際に、母音字の後の子音字の上に更に同じ子音字を重ねて書かれていた。 中英語では定冠詞の"the"をソーン(Þ)を用いてþͤと書いていた。 ドイツ語などにみられるウムラウトも元々上付きのeでaͤ, oͤ, uͤのように書かれていた。 |
| U+036C                                                               | ͬ     | 876    | Combining Latin Small Letter R                   | これらは、他の文字のすぐ上に書かれた文字の発音区別符号である。主に中世のゲルマン諸語の写本に見られるが、19世紀後半まで一部の言語で使用されていた。 中英語で書かれたオルムルム（聖書の注釈書）においては短母音を表す際に用いられた。子音の前にある短母音を表す際に、母音字の後の子音字の上に更に同じ子音字を重ねて書かれていた。 中英語では定冠詞の"the"をソーン(Þ)を用いてþͤと書いていた。 ドイツ語などにみられるウムラウトも元々上付きのeでaͤ, oͤ, uͤのように書かれていた。 |
| U+036D                                                               | ͭ     | 877    | Combining Latin Small Letter T                   | これらは、他の文字のすぐ上に書かれた文字の発音区別符号である。主に中世のゲルマン諸語の写本に見られるが、19世紀後半まで一部の言語で使用されていた。 中英語で書かれたオルムルム（聖書の注釈書）においては短母音を表す際に用いられた。子音の前にある短母音を表す際に、母音字の後の子音字の上に更に同じ子音字を重ねて書かれていた。 中英語では定冠詞の"the"をソーン(Þ)を用いてþͤと書いていた。 ドイツ語などにみられるウムラウトも元々上付きのeでaͤ, oͤ, uͤのように書かれていた。 |
| U+036E                                                               | ͮ     | 878    | Combining Latin Small Letter V                   | これらは、他の文字のすぐ上に書かれた文字の発音区別符号である。主に中世のゲルマン諸語の写本に見られるが、19世紀後半まで一部の言語で使用されていた。 中英語で書かれたオルムルム（聖書の注釈書）においては短母音を表す際に用いられた。子音の前にある短母音を表す際に、母音字の後の子音字の上に更に同じ子音字を重ねて書かれていた。 中英語では定冠詞の"the"をソーン(Þ)を用いてþͤと書いていた。 ドイツ語などにみられるウムラウトも元々上付きのeでaͤ, oͤ, uͤのように書かれていた。 |
| U+036F                                                               | ͯ     | 879    | Combining Latin Small Letter X                   | これらは、他の文字のすぐ上に書かれた文字の発音区別符号である。主に中世のゲルマン諸語の写本に見られるが、19世紀後半まで一部の言語で使用されていた。 中英語で書かれたオルムルム（聖書の注釈書）においては短母音を表す際に用いられた。子音の前にある短母音を表す際に、母音字の後の子音字の上に更に同じ子音字を重ねて書かれていた。 中英語では定冠詞の"the"をソーン(Þ)を用いてþͤと書いていた。 ドイツ語などにみられるウムラウトも元々上付きのeでaͤ, oͤ, uͤのように書かれていた。 |

## 履歴
以下の表に挙げられているUnicode関連のドキュメントには、このブロックの特定の文字を定義する目的とプロセスが記録されている。
| バージョン | コードポイント           | 文字数 | L2 ID       | WG2 ID  | ドキュメント |
| ---------- | ------------------------ | ------ | ----------- | ------- | --- |
| 1.0.0      | U+0300..0341             | 66     |             |         | (to be determined) |
| 1.0.0      | U+0300..0341             | 66     | L2/16-178   |         | Evans, Lorna; Keating, Patricia (2016-07-06), Representative glyph and annotation additions for U+033B                                                                                      |
| 1.0.0      | U+0300..0341             | 66     | L2/16-216   |         | Anderson, Deborah; Whistler, Ken; McGowan, Rick; Pournader, Roozbeh; Glass, Andrew; Iancu, Laurențiu; Moore, Lisa (2016-07-30), Recommendations to UTC #148 August 2016 on Script Proposals |
| 1.0.1      | U+0344..0345             | 2      |             |         | (to be determined) |
| 1.0.1      | U+0344..0345             | 2      | L2/07-068   |         | Muller, Eric (2007-02-05), Representation of Greek mute iota |
| 1.0.1      | U+0344..0345             | 2      | L2/07-198   |         | Hudson, John (2007-06-01), Representation of Greek mute iota (response to L2/07-068) |
| 1.0.1      | U+0344..0345             | 2      | L2/07-263   |         | Anderson, Deborah (2007-08-07), Input on Greek Mute Iota |
| 1.1        | U+0342..0343, 0360..0361 | 4      |             |         | (to be determined) |
| 3.0        | U+0346..034E, 0362       | 10     | L2/98-299   | N1845   | Everson, Michael (1998-09-08), Additional IPA “disturbed speech” characters for the UCS |
| 3.2        | U+034F                   | 1      | L2/00-274   | N2236   | Davis, Mark (2000-08-09), Proposal for addition of COMBINING GRAPHEME JOINER |
| 3.2        | U+034F                   | 1      | L2/01-042   | N2317   | Everson, Michael (2001-01-19), On the use of JOINERS in ligation |
| 3.2        | U+034F                   | 1      | L2/05-094   |         | Hallissy, Bob; Priest, Lorna (2005-04-18), Use of CGJ in Latin script diacritics |
| 3.2        | U+034F                   | 1      | L2/05-108R  |         | Moore, Lisa (2005-08-26), UTC #103 Minutes |
| 3.2        | U+0363..036F             | 13     | L2/00-061   | N2160   | Küster, Mark (2000-02-02), Proposal concerning combining diacritics for medievalistics [for Middle High German]                                                                             |
| 3.2        | U+0363..036F             | 13     | L2/00-330   | N2266   | Küster, Marc; Wojtovicz, Isabel (2000-09-14), Diacritics for medieval studies |
| 3.2        | U+0363..036F             | 13     | L2/01-050   | N2253   | Umamaheswaran, V. S. (2001-01-21), Minutes of the SC2/WG2 meeting in Athens, September 2000                                                                                                 |
| 4.0        | U+0350..0357             | 8      | L2/02-141   | N2419   | Everson, Michael (2002-03-20), Uralic Phonetic Alphabet characters for the UCS |
| 4.0        | U+0350..0357             | 8      | L2/02-192   |         | Everson, Michael (2002-05-02), Everson's Reply on UPA |
| 4.0        | U+0350..0357             | 8      |             | N2442   | Everson, Michael; Kolehmainen, Erkki I.; Ruppel, Klaas; Trosterud, Trond (2002-05-21), Justification for placing the Uralic Phonetic Alphabet in the BMP                                    |
| 4.0        | U+0350..0357             | 8      | L2/02-291   |         | Whistler, Ken (2002-05-31), WG2 report from Dublin |
| 4.0        | U+0350..0357             | 8      | L2/02-292   |         | Whistler, Ken (2002-06-03), Early look at WG2 consent docket |
| 4.0        | U+0350..0357             | 8      | L2/02-166R2 |         | Moore, Lisa (2002-08-09), UTC #91 Minutes |
| 4.0        | U+0350..0357             | 8      | L2/02-253   |         | Moore, Lisa (2002-10-21), UTC #92 Minutes |
| 4.0        | U+035D..035F             | 3      | L2/02-176   |         | Whistler, Ken (2002-03-07), How to make "oo" with combining breve/macron over pair? |
| 4.0        | U+035D..035F             | 3      | L2/02-204   | N2457   | Additional Double Diacritics, (2002-05-10) |
| 4.0        | U+035D..035F             | 3      | L2/02-367   |         | Constable, Peter (2002-10-30), Double Combining Breve Below, Double Combining Macron |
| 4.0        | U+035D..035F             | 3      | L2/03-142R  | N2594   | McGowan, Rick; Constable, Peter; Whistler, Ken (2003-07-01), Proposal to encode combining double breve below                                                                                |
| 4.1        | U+0358                   | 1      | L2/97-148   | N1593   | Everson, Michael (1997-05-27), Proposal to add Latin characters by Latinized Taiwanese languages                                                                                            |
| 4.1        | U+0358                   | 1      | L2/98-089   | N1712R  | Comments on proposal to add Latin characters to Latinized Taiwanese languages, (1998-03-18)                                                                                                 |
| 4.1        | U+0358                   | 1      | L2/02-348   | N2507   | Draft of Proposal to add Latin characters required by Latinized Taiwanese Holo language to ISO/IEC 10646, (2002-03-31)                                                                      |
| 4.1        | U+0358                   | 1      | L2/03-317   | N2626   | Proposal on IPA Extensions & Combining Diacritical Marks for ISO/IEC 10646 in BMP, (2003-09-27)                                                                                             |
| 4.1        | U+0358                   | 1      | L2/03-318   | N2628   | Proposal to add Combining Right Dot Above as required by Taiwanese Holo language Romanization to ISO/IEC 10646, (2003-09-29)                                                                |
| 4.1        | U+0358                   | 1      | L2/03-339   | N2646   | Constable, Peter (2003-10-08), Comments on N2626, Proposal on IPA Extensions and Combining Diacritic Marks for ISO/IEC 10646 in BMP                                                         |
| 4.1        | U+0358                   | 1      | L2/03-369   | N2669   | Comments on “Combining dot above”, (2003-10-20) |
| 4.1        | U+0358                   | 1      | L2/04-076   | N2699   | Tai, Kaihsu; Chen, Pochung; Tan-Tenn, Henry (2003-10-20), Response to WG2-N2669 |
| 4.1        | U+0358                   | 1      | L2/03-372   | N2673   | Anderson, Deborah (2003-10-22), Comments on N2626, “Proposal on IPA Extensions & Combining Diacritic Marks for ISO 10646 in BMP”                                                            |
| 4.1        | U+0358                   | 1      | L2/04-107   | N2713   | Revised Proposal for encoding A Supplemented Set of IPA Combining Marks, Modifier Letters & Five-Degree Contour Tone Marks, (2004-03-20)                                                    |
| 4.1        | U+0358                   | 1      | L2/04-200   | N2770R  | Tai, Kaihsu; Chen, Pochung; Tan-Tenn, Henry (2004-05-29), Response to WG2-N2713 - Combining right dot above                                                                                 |
| 4.1        | U+0359                   | 1      | L2/03-157   |         | Pantelia, Maria (2003-05-19), Additional Beta Code Characters not in Unicode (WIP) |
| 4.1        | U+0359                   | 1      | L2/03-186R  | N2612-4 | Pantelia, Maria (2003-06-11), Proposal to encode one additional combining diacritic in the UCS                                                                                              |
| 4.1        | U+035A                   | 1      | L2/02-364   | N2630   | Glass, Andrew; Baums, Stefan; Salomon, Richard (2003-09-29), Proposal to add one combining diacritic to the UCS                                                                             |
| 4.1        | U+035B                   | 1      | L2/03-219   | N2597   | Proposal to encode one combining character in the UCS, (2003-06-25) |
| 4.1        | U+035C                   | 1      | L2/02-031   |         | Anderson, Deborah (2002-01-21), TLG Miscellanea Proposal |
| 4.1        | U+035C                   | 1      | L2/02-033   |         | Anderson, Deborah (2002-01-21), TLG Unicode Proposal (draft) |
| 4.1        | U+035C                   | 1      | L2/02-053   |         | Anderson, Deborah (2002-02-04), Description of TLG Documents |
| 4.1        | U+035C                   | 1      | L2/02-273   |         | Pantelia, Maria (2002-07-31), TLG Unicode Proposal |
| 4.1        | U+035C                   | 1      | L2/02-287   |         | Pantelia, Maria (2002-08-09), Proposal Summary Form accompanying TLG Unicode Proposal (L2/02-273)                                                                                           |
| 4.1        | U+035C                   | 1      | L2/02-312R  |         | Pantelia, Maria (2002-11-07), Proposal to encode additional Greek editorial and punctuation characters in the UCS                                                                           |
| 4.1        | U+035C                   | 1      | L2/03-324   | N2642   | Pantelia, Maria (2003-10-06), Proposal to encode additional Greek editorial and punctuation characters in the UCS                                                                           |
| 1.         |                          |        |             |         | |